# NGC 6670
NGC 6670은 용자리에 위치한 상호작용은하이다. NGC 6670A와 NGC 6670B로 나뉜다.